# ソニン (タレント)
ソニン（Sonim、1983年3月10日 - ）は、日本・韓国の女優、歌手。本名、ソン・ソニム（ハングル 성선임、漢字 成膳任、韓国式ローマ字 Seong Seonim）。
高知県出身。アミューズ所属。元EE JUMPメンバー。デビューからしばらくは歌手として活動していたが、2003年以降は女優として舞台を中心に活動している。

## 略歴

### 生い立ち
四国朝鮮初中級学校初級部、東神戸朝鮮初中級学校(現・神戸朝鮮初中級学校)中級部を卒業後、神戸朝鮮高級学校に進学。芸能活動に伴い東京都立新宿山吹高等学校に編入。2003年に卒業。
愛媛の小学校時代は寮生活で、神戸の中学・高校時代は祖母の家から通っていた。
1999年
大阪城ホールで観たSPEEDのコンサートの迫力に感銘を受け、友人の勧めもありオーディション（モーニング娘。の第2回追加メンバーオーディション）に本名で応募する。テレビ出演を果たすも落選するが、当時、モーニング娘。のマネージャーだった和田薫にスカウトされる。
事実上の自叙伝漫画の『ソニン物語』においては、自身も人々を喜ばせたいと和田に手紙を送りスカウトされた流れとなっている。

### EE JUMPとして
2000年
1月頃、後藤真希の実弟であるユウキ・ケンと共にEE JUMP（イー・イー・ジャンプ）を結成。CDデビューに向けて、和田薫のラジオ番組やフジテレビの『笑う犬の冒険』オープニングの大喜利にダンスパフォーマーとしてのレギュラー出演をこなす。
10月18日、EE JUMPのメインボーカルとして「LOVE IS ENERGY!」でCDデビュー。CDデビュー前にケンが脱退し2人組（デュオ）となった。
2001年
EE JUMP 3枚目のシングル「おっととっと夏だぜ!」がオリコンチャートで最高5位を記録するなど次の展開が期待されていたが、次のシングル「イキナリズム」発売直前の8月中旬にユウキが失踪事件を起こし、プロモーション活動はソニン単独で巡業する形となった。
この事件を契機に、11月に「EE JUMP featuring ソニン」名義のソロでシングル「WINTER 〜寒い季節の物語〜」をリリースする。
2002年
2月、ユウキが復帰してEE JUMPとしての活動を再開。シングル「青春のSUNRISE」のリリースに続き、ファーストアルバムのリリースが予告されていた4月、ユウキが不祥事のため脱退。EE JUMPは事実上解散となり、ジャケットやポスターの撮影なども完了していたアルバムが発売中止となる。

### ソロ歌手・女優として
2002年
8月、「カレーライスの女」のリリースで本格的にソロ活動を開始。裸エプロン姿のジャケット写真およびプロモーションビデオが話題になる。
同月、TBS『うたばん』で「6万個の1人ドミノ倒し」という企画が行われ、「（出身地の）高知 - （先祖の故郷である）韓国」間の単独長距離マラソンに挑戦する。
2003年
1月、TBSのドラマ『高校教師』に出演、ホストにのめり込む女子高生を演じるなど、女優としても活動を開始。
2月、第40回ゴールデン・アロー賞音楽新人賞を受賞。
4月、『高校教師』での演技により第36回ザテレビジョンドラマアカデミー賞新人俳優賞を受賞。
6月6日〜7月13日 ソニンファーストコンサートツアー「華」（全国6ヶ所）
2004年
1月6、10、18日 ソニンコンサートツアー2004（東京、愛知、大阪）
11月、『8人の女たち』（天王洲銀河劇場）で舞台デビュー。
2006年
韓国SBSのテレビドラマ『天国の樹』に出演。
9月、hiro・平山あや・サエコと主演を務めた松竹系映画『バックダンサーズ!』が公開。グループではセクシー担当で、実は子持ちというダンサー役を演じた。
9月、ソロデビュー曲「カレーライスの女」を改詞して制作したデジタルシングル「後愛」を韓国CJミュージックよりリリースして、韓国で歌手デビュー。
2007年
1月、『スウィーニー・トッド』でオーディションを経てミュージカルに初出演。
11月、大沢あかねと「tomboy」を結成。「Superstar」でCDデビュー。
2008年
7月、『ミス・サイゴン』で本田美奈子.の後を継ぎ、ヒロインのキム役を演じる。
2009年
3月31日、所属先のHARMONY PROMOTION（アップフロント系列）のWebサイト上からソニンの名前が消え、SONIM公式サイトも閉鎖。4月1日付けでNASAエンターテインメントに移籍。正式な新公式サイト開設まではurism.jpというサイトが仮設されていた。準備中の仮設サイトは「Coming Soon...」の文字と公式ブログ・スケジュール情報（スタッフブログ）へのリンクが記されているだけであった。
2010年
7月3日、NASAエンターテインメントによる正式なソニン Official Websiteが開設。同時にオフィシャルメールマガジンもスタート。準備中だったurism.jpは一足先に終了している。7月14日にはSonim Official Tubeもスタートした。
2012年
4月、所属事務所を「No.9（ナンバーナイン）」に移籍。7月27日、公式ブログ上にて移籍していたことを発表した。
12月、文化庁新進芸術家海外研修制度にて1年間アメリカ・ニューヨークに留学。芸能活動休止。
2014年
1月、芸能活動再開。
7月、1年半の演劇留学を終えて帰国、9月上演の『三文オペラ』で帰国後初の舞台出演。
2016年
4月、『RENT』『トロイラスとクレシダ』『ダンス・オブ・ヴァンパイア』での演技により、初の演劇賞となる第41回（2015年度）菊田一夫演劇賞演劇賞を受賞。
2017年
3月13日放映のテレビ番組『しくじり先生 俺みたいになるな!!』に「知らぬ間に指示待ち人間になって人生見失っちゃった ソニン先生」として出演し、過去の芸能活動で事務所からの過剰な要望に応えすぎて計3回倒れた経験があることや、1ヶ月で10キロ痩せたり、シングル「カレーライスの女」で裸エプロンを披露した経緯などの苦労話を明かして大きな反響を呼ぶ。
11月～12月、『ロッキー・ホラー・ショー』（ジャネット・ワイズ役）出演。
2018年
1月、グローバルな活動を視野に、海外に人脈を持つ大手事務所アミューズへ移籍。

## 人物
在日コリアン3世で、本名はソン・ソニム（ハングル 성선임、漢字 成膳任、韓国式ローマ字 Seong Seonim）。国籍は韓国。昌寧成氏の人であるが、先祖の地は慶尚南道居昌郡であるとされる。「月刊ソニン」で「私は日本人でも韓国人でもない。『在日』だ」とコメントしている。なお、多くの在日コリアンが持つ通名は持っていない。
日本語の他に英語と朝鮮語が話せる。英語は幼少時代にECC（本人も2003年以降にCMに出演）に通っていた時に習得し、朝鮮語は朝鮮学校などで習得したものと思われ、本人も民族学校に通っていたことを公言している。韓国人K-1ファイター・チェ・ホンマンとも流暢に会話しており、『チョナン・カン』出演時も草彅剛とは朝鮮語で会話していた。
タイプの男性は、自分より背が小さく、筋肉質の男性。
グラビアアイドル顔負けのプロポーションの持ち主でグラビア活動も行うが、筋肉がつきやすい体質らしく事務所から「ジム禁止令・筋トレ禁止令」を出された。

### ヴィーガン
2009年、舞台『ヘンリー六世』の役作りのためマクロビオティックダイエットに挑戦したのをきっかけにベジタリアンになり、2012年からは、全ての生き物を尊重するために「ヴィーガン」になっている。これまで結婚を考えた男性はいたものの、「“食”が合わなかった」ことから長続きしなかったという。

### ハロプロとの関係
ソニンはハロプロには属したことはないが、デビュー当時つんく♂プロデュースだったこと、マネージャーが和田薫だったこと、後藤真希の弟ユウキとユニットを組んでいたこと、ソロ開始後度々なされた「私のライバルは松浦亜弥ちゃん」という本人発言など、複数の理由からハロー!プロジェクト（以下、ハロプロ）のメンバーと混同されることがある。

### ファンクラブ
EE JUMPの2ndシングル発売のころに「EE JUMPファンクラブ準備室」が発足、その後「ソニンファンクラブ準備室」と名前を変え継続していたが、遂には正式なファンクラブは発足しないまま「〜準備室」は2005年11月末をもって閉鎖された。
ハーモニープロモーション時代は携帯用公式有料サイト「アーティストステージ」が実質的なファンクラブのような役割を果たしており、PV撮影・番組収録観覧の参加権が抽選で得られたりコンサートチケットの優先予約や会員限定通信販売なども行っていた。
現在はオフィシャルメールマガジン登録者限定で、最新情報・本人からのメッセージなどの伝達サービス、各種チケットの先行受付を実施している。
2017年3月末日をもって閉会した。

## 出演
- *印はDVD化済み

### 舞台
- 松尾スズキ少女歌劇団 松尾スズキ物語（2004年、原宿クエストホール） - 松尾スズキ役 演出:松尾スズキ 音楽:伊藤ヨタロウ 「松尾スズキ展」にて2日間公演。NHK『いま裸にしたい男たち〜松尾スズキ・41歳〜』でテレビ放送。
- 8人の女たち（2004年、アートスフィア） - カトリーヌ役 演出：江守徹
- 風をみる人 Legend of 孫悟空（2006年、アクロス福岡）
- スウィーニー・トッド（2007年、日生劇場） - ジョアンナ役 演出：宮本亜門
  - スウィーニー・トッド（2011年、青山劇場） - ジョアンナ役 演出：宮本亜門
- 血の婚礼 Blood Wedding（2007年、東京グローブ座） - 花嫁役 演出：白井晃 音楽：渡辺香津美
- ペテン師と詐欺師（2008年、日生劇場ほか） - クリスティーン役 演出：宮田慶子
- ミス・サイゴン（2008 - 2009年、帝国劇場ほか） - キム役
- ヘンリー六世（2009年、新国立劇場 中劇場） - 乙女ジャンヌ役／第一部、マージャリー・ジャーデーン役／第二部、エドワード皇太子役／第三部　演出：鵜山仁
- 戯伝写楽（2010年、青山劇場 ほか） - 浮雲 役 演出：荻田浩一
- アウェーインザライフ（2010年、赤坂BLITZ） - ヤヤ 役 演出：河原雅彦 音楽：筋肉少女帯
- RENT（2010、2012、2015年、シアタークリエ） - ミミ役　演出：エリカ・シュミット 訳詞：吉元由美
- ブロードウェイ・ミュージカルライブ2012（2012年、新国立劇場） - 演出：浜畑賢吉 出演・振付：大澄賢也
- 三文オペラ（2014年、新国立劇場 中劇場） - ポリー・ピーチャム役
- モーツァルト!（2014年 - 2015年、帝国劇場ほか） - コンスタンツェ 役
- 最後のサムライ（2015年、天王洲銀河劇場） - 小稲・紅小壺 二役 脚本:岡本貴也、演出:イヴァン・キャブネット
- 嵐が丘（2015年、日生劇場） - イザベラ・リントン 役 脚本・演出:G2
- トロイラスとクレシダ（2015年、世田谷パブリックシアター） - クレシダ 役 演出：鵜山仁
- ダンス・オブ・ヴァンパイア（2015 - 2016年、帝国劇場） - マグダ 役 演出：山田和也
- 1789 -バスティーユの恋人たち-（2016、2018年、帝国劇場） - ソレーヌ 役
- キンキーブーツ（2016年7月 - 8月、新国立劇場 中劇場  / オリックス劇場） - ローレン 役
  - キンキーブーツ（2022年秋、東急シアターオーブ  / オリックス劇場）
- フリック（英語版）（2016年10月、新国立劇場 小劇場） - ローズ 役 [33]
- ミュージカル『ビューティフル』（2017年、帝国劇場） - シンシア・ワイル 役
  - ミュージカル『ビューティフル』再演　脚本：ダグラス・マクグラス、音楽・詞：ジェリー・ゴフィン＆キャロル・キング、バリー・マン＆シンシア・ワイル、製作：東宝（2020年11月、帝国劇場） - シンシア・ワイル 役
- ロッキー・ホラー・ショー（2017年、サンシャイン劇場ほか） - ジャネット 役
- TENTH（2018年、シアタークリエ10周年記念コンサート）
- マリー・アントワネット（2018年 - 2019年、帝国劇場ほか） - マルグリット・アルノー 役
  - マリー・アントワネット（2021年1月28日 - 2月21日、東急シアターオーブ） - マルグリット・アルノー 役
- FACTORY GIRLS～私が描く物語～（2019年、TBS赤坂ACTシアターほか） - ハリエット・ファーリー 役
- KERA CROSS『グッドバイ』（2020年1月 - 2月、シアタークリエ・梅田芸術劇場・ビレッジホール 他）
- ミュージカル『ウエスト・サイド・ストーリー』Season3」（2020年4月- 5月、IHIステージアラウンド東京） - アニータ 役 ※コロナ禍により全公演中止
- M&Oplaysプロデュース「そして春になった」（2020年12月8日 - 12月13日、本多劇場）
- ミュージカル『17 AGAIN』（2021年5月 - 7月、東京建物 Brillia HALLほか） - スカーレット 役
- ミュージカル『オリバー！』（2021年10月7日-11月7日、東急シアターオーブ / 12月4日 - 14日、梅田芸術劇場 メインホール） - ナンシー 役
- AMUSE PRESENTS SUPER HANDSOME W LIVE “HANDSOME”is not just for men（2022年3月8日、Bunkamura オーチャードホール）
- THE 39 STEPS（2022年5月1日 - 17日、シアタークリエ） - アナベラ／マーガレット／パメラ（3役）
- Musical Lovers 2022（2022年6月17日 - 19日、TOKYO FMホール）
- 「尺には尺を」「終わりよければすべてよし」交互上演（2023年10月18日 - 11月19日、新国立劇場 中劇場）[34]
- ミュージカル『ラフヘスト～残されたもの』 - belle waves（2024年7月18日 - 7月28日、東京芸術劇場シアターイースト） - キム・ヒャンアン役[35]
- ミュージカル『SIX』日本キャスト版（2025年1月31日 - 2月21日、EX THEATER ROPPONGI / 11月4日 - 9日〈予定〉、ヴォードヴィル劇場） - キャサリン・オブ・アラゴン 役[36][37]
- ミュージカル「ウェイトレス」（2025年4月 - 5月、日生劇場ほか）- ドーン 役[38]
- ミュージカル『ある男』（2025年8月4日 - 17日〈予定〉、東京建物 Brillia HALL / 8月23日・24日〈予定〉、広島文化学園HBGホール / 8月30日・31日〈予定〉、東海市芸術劇場 大ホール / 9月6日・7日〈予定〉、福岡市民ホール 大ホール / 9月12日 - 15日〈予定〉、SkyシアターMBS） - 谷口里枝 役[39][40]

### テレビドラマ

#### 連続ドラマ
- 高校教師*（2003年、TBS） - 工藤紅子 役
- 元カレ*（2003年、TBS） - 仁科弘枝 役
- 東京湾景*（2004年、フジテレビ） - 木本紀香 役
- いちばん暗いのは夜明け前*（2005年、テレビ東京）
- 天国の樹*（2006年、韓国SBS）
- 恋は実家じゃ生まれない*（2006年、ネット配信NET CINEMA 主演）
- ジャッジ 〜島の裁判官奮闘記〜（2007年、NHK） 4話ゲスト
- 古代少女ドグちゃん（2009年、毎日放送） - ウオナ/鯉びと（声） 役
- はつ恋（2012年5月 - 7月、NHKドラマ10） - 青山千香 役
- そこをなんとか 第3話（2012年11月4日、NHK BSプレミアム） - アンジェリカ 役
- ボイス 110緊急指令室 第5話（2019年8月10日、日本テレビ） - 一ノ瀬奈央 役[41]
- となりのチカラ（2022年1月20日 - 3月31日、テレビ朝日） - マリア 役[42]
- 探偵が早すぎる～春のトリック返し祭り～（2022年4月14日 - 6月16日、読売テレビ・日本テレビ系） - 美津山明日香 役[43]
- 悪女（わる）〜働くのがカッコ悪いなんて誰が言った?〜 第8話 - 最終話（2022年6月1日 - 6月15日、日本テレビ） - 笹沼エミリ 役[44]
- プリズム 第8話（2022年9月6日、NHK） - 美咲エバンズ 役
- 大病院占拠（2023年1月14日 - 3月18日、日本テレビ） - 和泉さくら 役[45][46]
  - 新空港占拠（2024年1月13日 - 3月16日、日本テレビ）[47][48][49] - 和泉さくら（SIS管理官) 役[50]
  - 放送局占拠（2025年7月12日 - 、日本テレビ） - 和泉さくら 役[51][52]
- 育休刑事（2023年4月18日 - 6月20日、NHK総合・NHK BS4K） - 海原冴子 役[53]
- 風間公親-教場0- 第8話（2023年5月29日、フジテレビ） - 小田島澄香 役[54]
- 特捜9 season7 第5話（2024年5月1日、テレビ朝日） - 高野紗希 役[55]
- 放課後カルテ 第2話 - 最終話（2024年10月19日 - 12月21日、日本テレビ） - 冴島環 役[56]
- 無能の鷹 第6話（2024年11月15日、テレビ朝日） - 貝塚渚 役[57]
- 連続テレビ小説 あんぱん 第11回 -（2025年4月14日 - 、NHK） - 山下実美 役[58]

#### 単発ドラマ
- ホシに願いを（2004年、NHKハイビジョン） - 塚田ヒカリ 役
- 天国への応援歌 チアーズ〜チアリーディングにかけた青春〜*（2004年、日本テレビ） - 保坂籐子 役
- 電車男〜もう一つの最終回スペシャル〜*（2005年、フジテレビ） - ティファニー 役
- 三夜連続ドラマ・女の一代記最終夜 悪女の一生〜芝居と結婚した女優 杉村春子の生涯〜（2005年、フジテレビ） - 太地喜和子役
- パンテーンドラマスペシャル2011・フォルティッシモ―また逢う日のために―*（2011年、BSフジ） - 大西さつき 役

### ウェブドラマ
- 17.3 about a sex（2020年9月17日 -、ABEMA） - 城山奈緒 役[59]

### バラエティ番組
- 笑う犬の冒険 -SILLY GO LUCKY!-（フジテレビ） - CDデビュー以前からダンサーとしてレギュラー出演。
- めちゃ2イケてるッ! What A COOL we are!（フジテレビ） - こにしプロデューサー「EE JUMPのデビュー曲をプロデュース」、濱口どっきり「濱口×ソニンリアルラブ」、「岡女」など。
- あんたにグラッツェ!（2002年、中京テレビ）ゲスト
- 虎ノ門（現虎の門）（第17代目MC、テレビ朝日）
- 自分電視台 〜Self Produce TV〜 ソニンch.（フジテレビ）
- GO! GO! EIGO!（2005年 - レギュラー、BS-Fuji）
- 竹山先生。　2006年4月 - レギュラー（テレビ東京） - ソニン教頭役。
- ドリーム・プレス社（TBS） - 一時期レギュラー。
- こうたろ（よみうりテレビ） - 2007年4月7日から金曜深夜（土曜未明。通販番組） レギュラー。
- Shibuya Deep A（NHK BS2） - 2007年3月9日出演、2007年4月6日からレギュラー。

### ドキュメンタリー
- 仁淀川　知られざる青の世界（NHK総合） - 2011年8月20日　語り
- ドキュメント72時間 新大久保 国境なき八百屋さん（2012年7月10日、NHK） - 語り
- ウーマン・オン・ザ・プラネット 2014年2月 -（日本テレビ） - ニューヨーク移住完全密着。

### 情報番組
- ハートをつなごう（2006年4月〜2012年3月、NHK教育） - レギュラー。（この関係から、NHKのバリアフリー関連の特別番組や各種イベントにも参加している。）

### その他のテレビ番組
- NHK全国学校音楽コンクール（NHK教育） - 2007年度司会（中学校の部・高等学校の部）
- BSデジフォトまつり（NHK BS2） - 2008年5月10日　司会

### 映画
- あゝ!一軒家プロレス（2004年） - 那美 役[60]、ゆうばり国際ファンタスティック映画祭招待作品
- 空中庭園*(2005年) - ミーナ 役
- バックダンサーズ!*(監督：永山耕三、2006年） - 大澤巴 役
- 炎神戦隊ゴーオンジャー BUNBUN!BANBAN!劇場BANG!! (2008年8月9日公開） - サムライワールドの女帝魔姫（まき） 役
- 蛇にピアス(2008年） - ユリ 役
- ゴールデンスランバー（2010年） - 鶴田亜美 役
- 綱引いちゃった!（2012年） - 伊藤麗子 役
- ndjc:若手映画作家育成プロジェクト2015「父の結婚」（2016年） - 主演・笹野青子 役

### 吹き替え
- モアナと伝説の海2（2024年12月6日） - マタンギ 役[61]

### CM
- KONAMI PlayStation 2用ゲームソフト『キャッスルヴァニア』
- LOTTEサプリメントガム『TE-A-TE』
- ECCジュニア/ECC外語学院（実際に在籍、卒業もしている。）
- 大王製紙 『エリエール・ローションティシューUfu』

### ラジオ
- 「オールナイトニッポンR〜和田薫のプロデューサーズナイト」内コーナー「5分でいいじゃん」 - 後に「ラジオでいいじゃん!」として独立。CDデビュー前のEE JUMPの未発表曲などもかけていた。
- 「EE JUMPのラジオでいいじゃん!」（ニッポン放送）
- オレたちやってま〜す（MBS）
- EE JUMP時代も含め過去に何度か「オールナイトニッポン」のパーソナリティーを務めた（ニッポン放送）
- おしゃべりやってまーす火曜日<おしゃ火>（インターネットラジオK'z Station）
- ソニンのセレ部。→ソニンのBeautyセレ部。（ドワンゴ携帯電話向け放送「パケットラジオ（パケラジ）」）
- 特集オーディオドラマ　「歌が生まれる」（NHK-FM、2020年1月4日） - 主演・歌帆 役[62]
- FMシアター 「10トンドライバーのトパーズ」（NHK-FM、2020年10月3日） - 主演・千晶 役[63]

### その他（出演）
- アーティストステージ　（アップフロント系の携帯サービス。ハーモニープロモーション時代には携帯公式サイトがあった。）
- 宅ふぁいる便のメルマガコラム
- 2009年度コニカミノルタランニングプロジェクト  ナビゲーター

## ディスコグラフィ

### シングル
| #                  | 発売日             | タイトル                                          | C/W                      | 規格               | 規格品番           | - オリコンチャート - 最高位 |
| トイズファクトリー | トイズファクトリー | トイズファクトリー                                | トイズファクトリー       | トイズファクトリー | トイズファクトリー | トイズファクトリー          |
| ------------------ | ------------------ | ------------------------------------------------- | ------------------------ | ------------------ | ------------------ | --------------------------- |
| [ 注釈 2 ]         | 2001年11月28日     | WINTER-寒い季節の物語-                            | 仲間っていいじゃん       | Maxi               | TFCC-89017         | 10位                        |
| 1st                | 2002年8月21日      | カレーライスの女                                  | 愛はもっとそうじゃなくて | Maxi               | TFCC-89044         | 8位                         |
| 2nd                | 2002年11月20日     | 津軽海峡の女                                      | MISSING YOU              | Maxi               | TFCC-89056         | 9位                         |
| 3rd                | 2003年4月16日      | 東京ミッドナイト ロンリネス                       | 夏が来ない               | CD+DVD             | TFCC-89067         | 7位                         |
| 3rd                | 2003年4月16日      | 東京ミッドナイト ロンリネス                       | 夏が来ない               | CD                 | TFCC-89068         | 7位                         |
| 4th                | 2003年10月8日      | 合コン後のファミレスにて                          | ADA BOY & DA GIRL        | CD+DVD             | TFCC-89087         | 9位                         |
| 4th                | 2003年10月8日      | 合コン後のファミレスにて                          | ADA BOY & DA GIRL        | CD                 | TFCC-89088         | 9位                         |
| HARMONY RECORDS    |                    |                                                   |                          |                    |                    |                             |
| 5th                | 2004年2月11日      | ほんとはね。                                      |                          | CD+DVD             | HLCA-1003          | 12位                        |
| 6th                | 2004年9月15日      | ジグソーパズル                                    | I LOVE YOU               | Maxi               | HQCE-5001          | 9位                         |
| 7th                | 2005年1月13日      | あすなろ銀河                                      | 誰より好きなのに         | Maxi               | HQCE-5002          | 18位                        |
| アミューズ         |                    |                                                   |                          |                    |                    |                             |
| 8th                | 2020年10月14日     | ずっとそばにいてね。/カレーライスの女“2020 Remix” |                          | Maxi               | ASCU-6109          | 96位                        |

### 配信限定シングル
| #                       | 発売日                  | タイトル                |
| OnGen USEN MUSIC SERVER | OnGen USEN MUSIC SERVER | OnGen USEN MUSIC SERVER |
| ----------------------- | ----------------------- | ----------------------- |
| 1st                     | 2005年9月14日           | 小さな夜旅              |

### アルバム

#### オリジナル・アルバム
| #                  | 発売日             | タイトル           | 規格               | 規格品番           | - オリコンチャート - 最高位 |
| トイズファクトリー | トイズファクトリー | トイズファクトリー | トイズファクトリー | トイズファクトリー | トイズファクトリー          |
| ------------------ | ------------------ | ------------------ | ------------------ | ------------------ | --------------------------- |
| 1st                | 2003年5月14日      | 華                 | CD                 | TFCC-86125         | 5位                         |

### 映像作品
| #                  | 発売日             | タイトル           | 規格               | 規格品番           |                    |
| トイズファクトリー | トイズファクトリー | トイズファクトリー | トイズファクトリー | トイズファクトリー | トイズファクトリー |
| ------------------ | ------------------ | ------------------ | ------------------ | ------------------ | ------------------ |
| 1st                | 2004年3月17日      | ソニンコレクション | DVD                | TFBQ-18045         |                    |

### 参加楽曲
| 発売日         | 商品名                            | 歌          | 楽曲                      | 備考                                           |
| -------------- | --------------------------------- | ----------- | ------------------------- | ---------------------------------------------- |
| 2006年10月25日 | Avril Lavigne Master's Collection | ソニン      | 「Anything But Ordinary」 | アヴリル・ラヴィーンのトリビュート・アルバム。 |
| 2007年10月19日 | 恋物語                            | HowL&ソニン | 「恋物語」                |                                                |

### タイアップ
| 曲名                        | タイアップ                                                             | 収録作品                                |
| --------------------------- | ---------------------------------------------------------------------- | --------------------------------------- |
| 仲間っていいじゃん          | TBS系アニメ『ゴーゴー五つ子ら・ん・ど』オープニングテーマ              | シングル「WINTER-寒い季節の物語-」      |
| カレーライスの女            | フジテレビ系『HEY!HEY!HEY! MUSIC CHAMP』エンディングテーマ             | シングル「カレーライスの女」            |
| 東京ミッドナイト ロンリネス | TBS系『pooh!』4月度エンディングテーマ                                  | シングル「東京ミッドナイト ロンリネス」 |
| 合コン後のファミレスにて    | テレビ朝日系全国ネット『Matthew's Best Hit TV』エンディングテーマ      | シングル「合コン後のファミレスにて」    |
| ADA BOY & DA GIRL           | コナミ PlayStation 2用ソフト『キャッスルヴァニア』キャンペーンCMソング | シングル「合コン後のファミレスにて」    |
| あすなろ銀河                | テレビ東京系アニメ『ピーチガール』エンディングテーマ                   | シングル「あすなろ銀河」                |
| 小さな夜旅                  | テレビ東京系ドラマ『いちばん暗いのは夜明け前』エンディングテーマ       | 配信限定シングル「小さな夜旅」          |

## 書籍など

### 書籍
- 『日韓交流スクランブル』大修館書店2008 ISBN 4469232513　インタビューと写真が収録されている。
- 『?(Question)こそが人生の答え』ソフトバンククリエイティブ 2008 ISBN 4797345578
- 『元リバウンドの女王』宝島社 2012
- 『ソニンの美・ヴィーガン』東京ニュース通信社 2021

### 雑誌（主なもの）
- Myojo - EE JUMP当時からレギュラーをもっており、公式にソニンの写真が初めて公開されたのもこの雑誌である。
- WHAT's IN? music net - かつて連載をしていたが、連載中に雑誌自体が休刊（のちに復活）。
- GiRL POP - 上記の休刊を受けるかたちで、こちらへ連載が移動。2006年の廃刊を以って終了。
- COOL TRANS - かつて連載をもっていた。
- Quick Japan Vol.50 - 「天然最強少女ソニン」と題し、約60ページの特集。
- FLASH - 表紙・袋とじを含めグラビアを多数掲載。このグラビアに未公開写真やインタビューを加えて出版したのが下記の『ソニンまにあ』。
- ザッピィ - ソニンの軌跡を描いた漫画『ソニン物語』が掲載されていたほか、付属CD（ザッピングCD）内にレギュラーコーナーをもっていたこともあるほか、すでに音源が完成していた『EE JUMP COLLECTION 1』の断片が付属CDに収録されたこともあった。
- DVD Club 2004.12月号 - 付属DVDに約10分間の撮りおろしムービーと「あゝ！一軒家プロレス」の予告編を収録。本誌では表紙・グラビア・応募者全員プレゼント企画など。
- シアターガイド - 2007年5月号から2007年10月号まで連載をしていた。

### 写真集
- ソニンまにあ：雑誌『FLASH』に掲載されたグラビアに未公開写真を加えての出版。ムック写真集。
- 月刊ソニン（新潮社）：ムック写真集。
- digi+KISHINソニン（小学館）

### その他（書籍）
- 漫画
  - 『ソニン物語』（2003年10月、メディアファクトリー）ISBN 4840108757
雑誌『ザッピィ』に掲載されていたソニンのデビューからソロ活動までの軌跡を描いた同名漫画に1話加えての出版。漫画：姫野かげまる。
- トレーディングカード
- カレンダー
- 2006年11月24日付けの朝日新聞の一面の「いじめている君へ」という特集で、自らが小学校から高校まで先輩や級友からいじめを受けていたことを明かし、いじめられる側の気持ちを訴えた。

## 受賞
- 第40回（2002年度）ゴールデン・アロー賞 音楽新人賞
- 第36回（2003年度）ザテレビジョンドラマアカデミー賞 新人俳優賞（『高校教師』）
- 第41回（2015年度）菊田一夫演劇賞 演劇賞（『レント』『トロイラスとクレシダ』『ダンス・オブ・ヴァンパイア』）[65]
- 第26回（2018年度）読売演劇大賞 優秀女優賞（『1789 -バスティーユの恋人たち-』『マリー・アントワネット』）[66]